# Guben
Guben (lågsorbiska och polska: Gubin) är en stad i det tyska länet Spree-Neisse i förbundslandet Brandenburg. Guben ligger vid den polska gränsen och var före 1945 en sammanhängande stad, som numera är delad i en västlig tysk del, Guben, och en östlig polsk del, staden Gubin, på andra sidan av floden Lausitzer Neisse.

## Geografi
Staden ligger vid västra stranden av gränsfloden Lausitzer Neisse. Området är historiskt översvämningsdrabbat på grund av att floden här passerar mellan två höjder. I väster gränsar staden till kommunen Schenkendöbern, i norr till Neissemünde och Neuzelle i Landkreis Oder-Spree och i öster till Gubins stad och landskommun (Gmina Gubin) i Polen.

### Administrativ indelning
Stadskommunen Stadt Guben indelas administrativt i följande delar:
- Gubens stadskärna, med stadsdelarna Altstadt och Sprucke. Den gamla staden på den tyska sidan uppstod ur den medeltida västra förstaden Klostervorstadt, medan den äldsta stadskärnan ligger på den polska sidan.

I kommunen finns dessutom fem Ortsteile:
- Bresinchen (Brjazynka)
- Deulowitz (Dulojce)
- Gross Breesen (Brjazyna; med Grunewald, Zeleny Gózd)
- Kaltenborn (Stuźonk)
- Schlagsdorf (Sławkojce)

## Historia
Spår av bosättningar i området finns redan från äldre stenålder, och platsen är befolkad sedan åtminstone 1700 f.Kr. I regionen finns även spår från Úněticekulturen, Lausitzkulturen och Billendorfkulturen under bronsåldern.
Orten Guben omnämns första gången år 1033 som en handels- och hantverksort, där nord-sydliga och öst-västliga handelsvägar korsades vid ett naturligt vadställe över Lausitzer Neisse. I orten grundades 1157 ett benediktinerkloster på den västra sidan av floden, omkring vilket stadsdelen Klostervorstadt med tiden växte fram. Klostret stängdes 1564 i samband med reformationen.
Staden erhöll stadsrättigheter enligt Magdeburgrätten 1235, av den wettinska markgreven Henrik III av Meissen. Stadsvapnet med de tre tornen är belagt sedan 1312. Stadsmurarna uppfördes under 1300-talet och förbättrades under 1500-talet. Fram till 1815 lydde staden under markgrevskapet Niederlausitz, vilket 1367–1635 var del av kungariket Böhmen och 1635–1815 var del av kurfurstendömet Sachsen.
1448–1462 ockuperades staden av kurfurstendömet Brandenburg under kurfursten Fredrik II. I samband med freden i Guben 1462 återlämnades staden och större delen av Niederlausitz till Böhmen. I freden i Prag 1635 blev staden sachsisk och förlänades av kejsaren till kurfursten Johan Georg I av Sachsen, formellt som ett län under böhmiska kronan. I staden finns en sachsisk kurfurstlig postmilsten, rekonstruerad 1989. Under Sachsen bedrevs en aktiv förtyskningspolitik i området, som ledde till att det lågsorbiska språket trängdes undan i Guben-trakten under 1700-talet. Staden ockuperades av Preussen under sjuårskriget 1765.
1815 blev Guben del av provinsen Brandenburg i Preussen. Staden fick 1846 en järnvägsstation på linjen Berlin – Frankfurt an der Oder – Guben - Breslau, som här korsade Lausitzer Neisse. Senare färdigställdes ytterligare linjer till Cottbus och Bentschen (1876) samt Forst (1904). Under industrialiseringen bröts brunkol i trakten, fram till 1927. Staden hade under början av 1900-talet även en elektrisk spårväg.

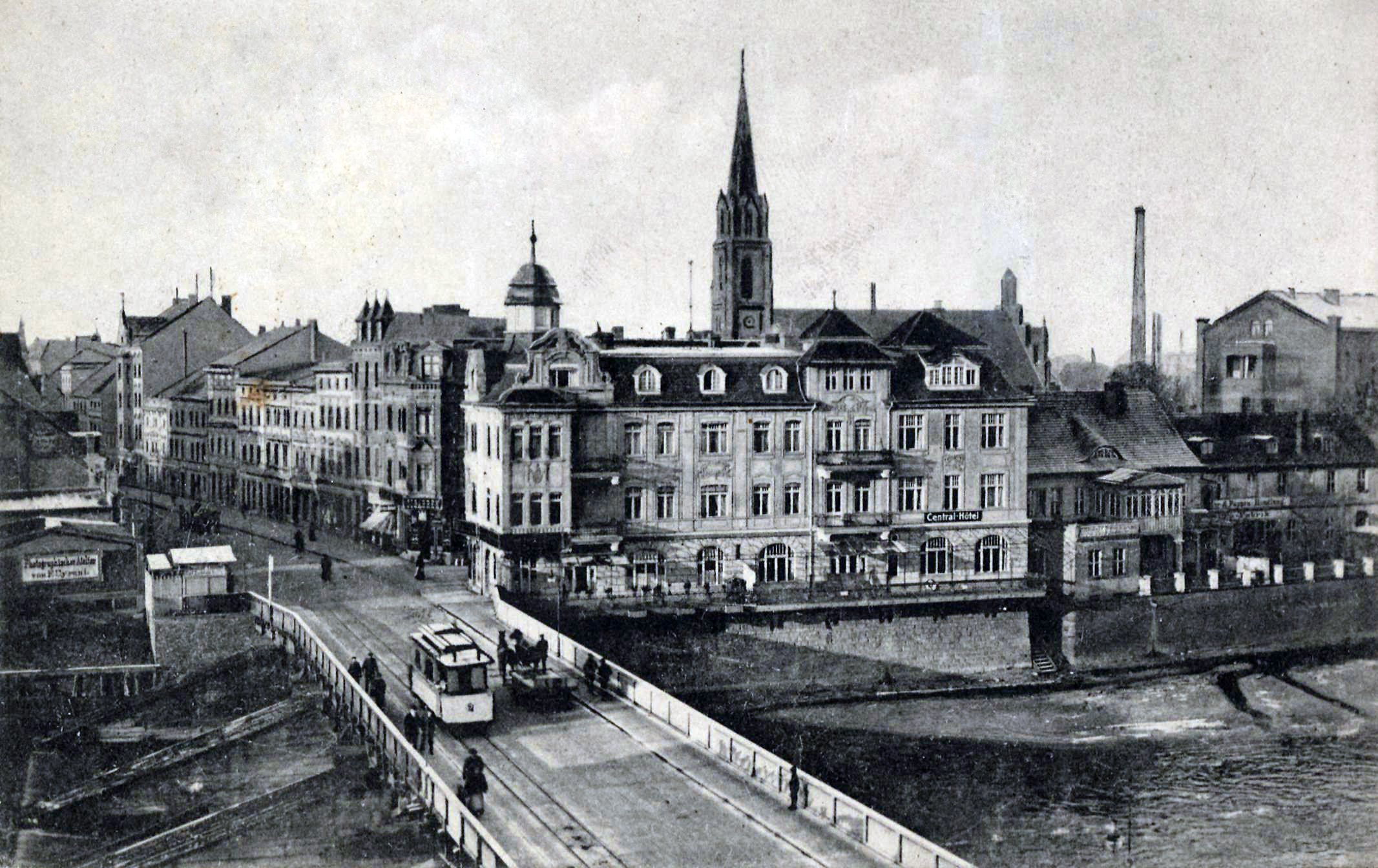
Frankfurter Strasse, 1920.

Textilfabrikören William Cockerill, Junior grundade under 1800-talet en snabbt blomstrande textilindustri i staden, med som mest omkring 30 väverier på 1870-talet. Andra industrier som gjuterier, strump- och skofabriker, mattfabriker och hattfabriker tillkom under slutet av 1800-talet. Staden fortsatte att växa under början av 1900-talet och många nya stadsdelar anlades.
Stadens synagoga förstördes 1938 i samband med Kristallnatten, och även den judiska kyrkogården från 1839 vandaliserades. Under andra världskriget tillverkades vapen för Luftwaffe i staden. Omkring 4500 personer var sysselsatta i rustningsindustrin, varav ungefär hälften tvångsarbetare. Under början av 1945 pågick hårda strider om staden, och omkring 90 procent av den historiska bebyggelsen i stadskärnan förstördes.
Genom Potsdamöverenskommelsen 1945 delades staden mellan Guben i det ockuperade Tyskland och Gubin i Folkrepubliken Polen, då den nya gränsen drogs enligt Oder-Neisselinjen längs Lausitzer Neisse. Staden hade under DDR-tiden en betydande tillverkning av syntetiska textiler, och moderna bostadsområden uppfördes i stadens utkanter. Wilhelm Pieck, som var Östtysklands första och enda president, föddes i Guben 1876. Under DDR-tiden hade staden därför det officiella namnet Wilhelm-Pieck-Stadt Guben, som åter ändrades till enbart Guben vid Tysklands återförening 1990. Sedan 1993 tillhör staden länet Landkreis Spree-Neisse. Efter Polens EU-medlemskap har flera gemensamma gränsprojekt mellan de båda städerna genomförts, bland annat anläggandet av en ny bro till parken på den polska Teaterön.
För de östra stadsdelarnas historia i Polen efter 1945, se även Gubin.

## Kultur och sevärdheter

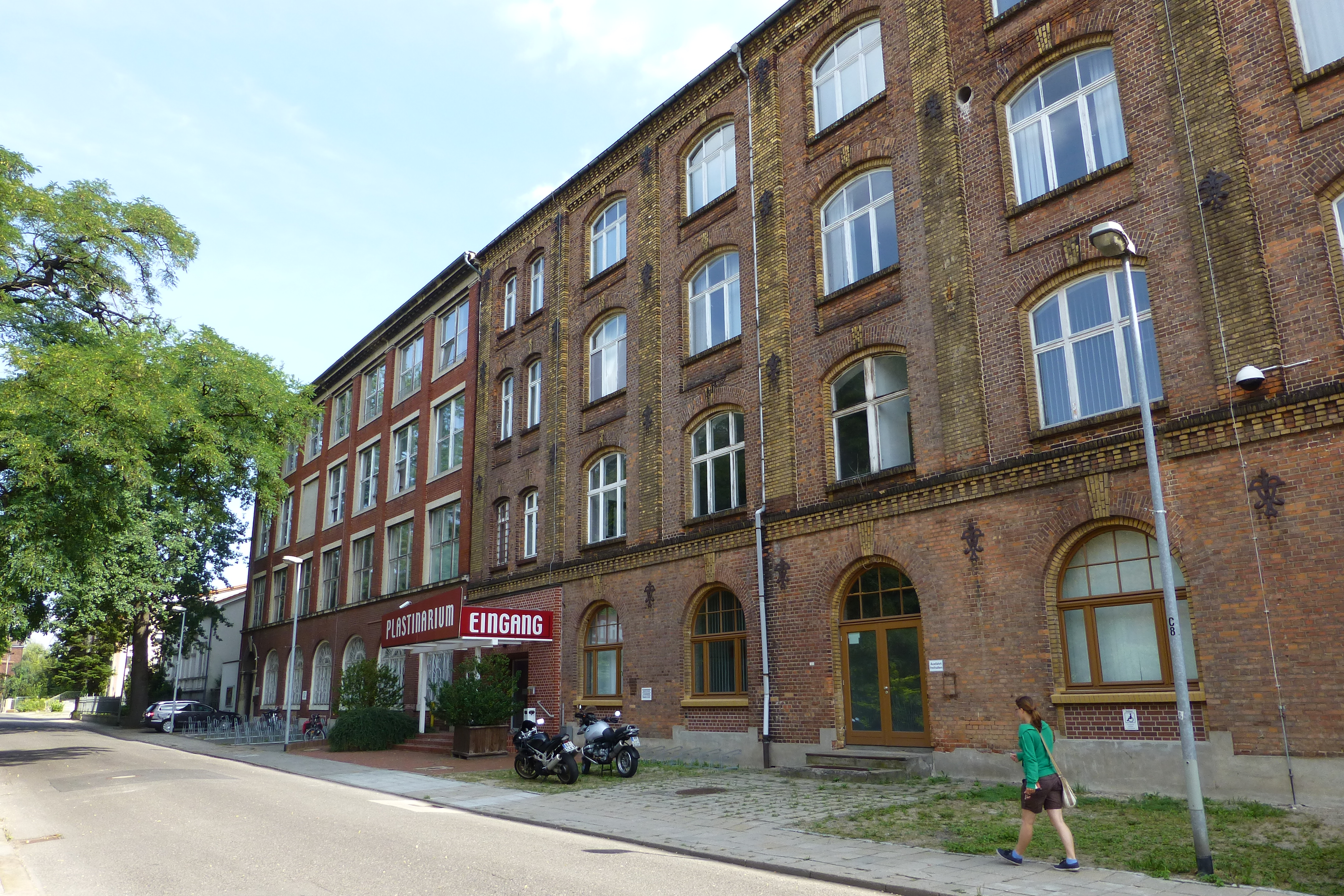
Plastinariet i Guben.

I Guben finns ett plastinarium som drivs av anatomikern Gunther von Hagens. Staden har även ett stads- och industrimuseum.
Staden är centrum för ett äppelodlingsdistrikt, och årligen anordnas en äppelfestival. Äppelsorten Gubener Warraschke är typisk för Guben. En annan kulinarisk specialitet i regionen är Gubener Plinse, en typ av jästa blinier.

## Näringsliv
Staden har sedan DDR-tiden en omfattande tillverkning av plastmaterial, syntetfiber och syntetiska textilier, där stora arbetsgivare idag är Performance Fibers och Megaflex Schaumstoff. En annan stor arbetsgivare är energikoncernen enviaM.

## Kommunikationer

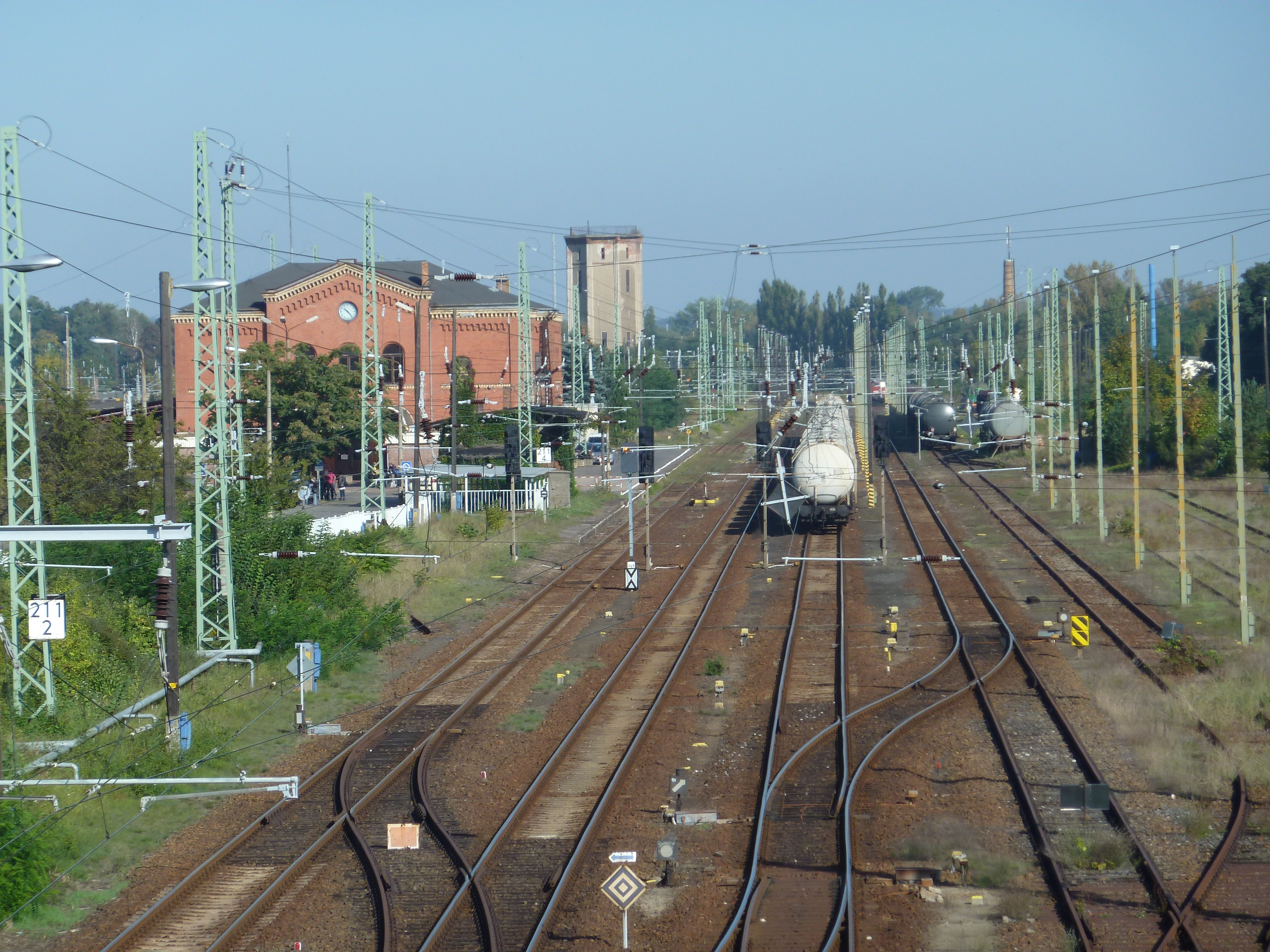
Järnvägsstationen

Guben har en järnvägsstation med regionala järnvägsförbindelser i riktning mot Frankfurt an der Oder och Cottbus. Det finns även enstaka direktförbindelser i riktning mot Berlin och Magdeburg, medan järnvägen över polska gränsen är nedlagd för persontrafik.
Närmaste motorväg är A15, som sammanbinder orten med Cottbus och Forst.

## Vänorter
- Polen: Gubin
- Tyskland: Laatzen
- Italien: Cittadella